# Para Toda La Vida
«Para Toda La Vida» (На все життя) — сингл іспанського гурту El Sueño de Morfeo, виданий 12 березня 2007 року. 10 березня 2007 року пісня потрапила до радіостанцій Іспанії та посіла 34 місце у «Los40».

## Відеокліп

Кадр з анімаційного кліпу (2008 рік)

Кліп був знятий в 2008 році. Він був відредагований з ефектом хромакей з заміною білого фону. Відео є сумішю мультфільму та реальної зйомки. На початку відео показано, як учасники гурту переслідують намальованих птахів, а навколо розмальовані небо та сонце. Потім вони проходять через сад з плюшевими ведмедиками, що нагадують гігантських панд. В саду знаходиться будинок з собакою на вулиці. Ракель Росаріо заходить в кімнату з телевізором всередині. Увімкнувши його, бачить відео з зображенням Хуана Луїса, що стоїть на даху, тримаючи телевізійну антену в руці. Згодом, група йде містом, і над ними постійно пролітає іграшковий літак, а Хуан Луїс проїзджає поруч на скейтборді. Під час приспіву гурт показано у приміщенні кубічної форми, де на всіх шістьох гранях показано однакові малюнки. Також під час приспіву показано слова «para toda la vida», що нависають над гуртом. Після другого приспіву, Хуан Луїс починає грати інструментальне соло, під час якого світяться три блискавки, що тремтять разом зі звуком гітари. Наприкінці відео атмосфера мультфільму поступово зникає, і учасники гурту зникають на білому фоні.

## Чарти
| Chart                   | Peak position |
| ----------------------- | ------------- |
| Spain Hot 100           | 3             |
| Spain Los40             | 4             |
| Nielsen Spain SoundScan | 4             |